# 笠間人車軌道

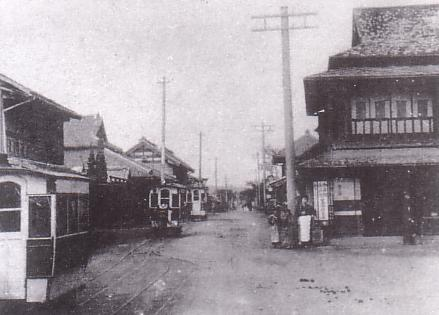
笠間人車軌道

笠間人車軌道（かさまじんしゃきどう）は、茨城県西茨城郡笠間町（現・笠間市）にかつて存在した人車軌道、およびその運営会社である。笠間稲荷神社への参拝客輸送を主目的に、1915年（大正4年）から1930年（昭和5年）まで営業した。
後に笠間稲荷軌道、笠間稲荷運輸と改称した。

## 概要
1889年（明治22年）に開通した水戸鉄道（現・水戸線）の笠間駅は、笠間の市街から1km以上離れた所に設置されていた。この理由については、鉄道によって宿場が寂れるとして反対運動が起きた（鉄道忌避伝説）という説もあるが、笠間市街の東に佐白山が位置することから、市街に接近させようとすれば路線が大きな迂回を余儀なくされてしまうため、これを避けたのが実際だろうと推測されている。一方、参拝客で賑わう観光地であった笠間稲荷神社は笠間市街にあったことから、神社と笠間駅とを結ぶ人車軌道が計画されることになる。こうして、1915年（大正4年）11月22日に笠間人車軌道が開業した。社長は飯野繁次郎、資本金は2万円であった。
開業当初の営業成績は好調であったが、1925年（大正14年）ごろになると乗合バスとの競合にさらされるようになり、また「言語ニ絶スル時代錯誤ニシテ実ニ笠間町体面上一日モ存置スルヲ許サズ之レ人車軌道ノ撤廃ヲ要求スル所以」などとして撤廃陳情も起こるようになった。1925年に当線を実地調査した鉄道省の担当者は、会社経営陣が収益のみを重視し、設備荒廃がなおざりにされているという主旨の報告を残しており、また当時の株式配当は3割という異常な過大配当であったともいう。
これらの事情と、人身事故を減らすため、後押しである人車から前面で運転する内燃動力車両に切り換えるようにと指導があったこともあって、1925年にオットー・ライメルス商会からガソリン機関車を購入し、動力切り換えを行なった。同時に客車4両も増備している。これに伴い、社名も笠間稲荷軌道へと変更された。ただし、この機関車に関しては、使用実績が不良であったためか、2年後の1927年（昭和2年）には2両のガソリン動車に置き換えられている。
しかし、これらの輸送能力向上策も実らず、1926年（大正15年）の上半期を最後に黒字が出なくなるなど経営は悪化していき、1930年（昭和5年）11月17日をもって廃止された。
経営悪化の理由としては、元々1.5kmに満たない超短距離路線で経営基盤が弱かったこともさることながら、
- 機関車・気動車購入時の借入金の利子が経営を圧迫した
- 軌道の終点が笠間稲荷神社の鳥居前から離れており、参拝客は下車してなお200mほど歩く必要があった
- 道路の維持管理費を負担する必要があり、乗合バスより経費の面で不利だった
- 起終点でガソリン動車を転回させる必要があり、多客時に頻発運転ができなかった

といった点があげられている。
なお、1929年（昭和4年）に笠間稲荷運輸へ改称されているが、軌道業以外の兼業は行なっていない。
2014年（平成26年）6月に、道の市実行委員会が笠間人車軌道の車両（試作品）を復元した。普段は笠間商工会の駐車場に展示されており、毎年11月に開催される「人車の日」イベントにてレール上で運行されている。2015年（平成27年）11月22日には開業から100年の記念と同実行委員会の活動に区切りを付けるため、営業当時と同じ区間の全走破を行う催しが開かれた。メンバー15人がレールを敷きながら人車を押し、人車が通過した後のレールを外して前に取り付けるという作業を繰り返しながら笠間駅 - 笠間稲荷神社間を1時間20分かけて走破した。
2019年（令和元年）には、大正時代の現役時に用いられていたと推測される欅材により、2014年（平成26年）に復元した人車と同寸法の車両を再度製作した。この際、車両の製作費用調達にはクラウドファンディングを活用している。同年11月の「人車の日」では新たに製作した車両の公開のため2015年（平成27年）の100周年記念時と同様、かつての軌道敷を簡易な軌匡をリレーすることで走破するイベントを挙行した。その後、復元した人車は笠間市弁天町に新設された「道の市会館」(笠間市笠間1756)で常設展示されている。

### 路線データ
- 路線距離：1.4km[11]
- 軌間：610mm
- 駅数：2
- 複線区間：なし（単線：一部複線区間有）
- 電化区間：なし（全線非電化）

## 運行形態
5時20分から22時25分の間、笠間駅での水戸線発着に接続する時間に運行された。
所要時間は5分、運賃は片道5銭、往復8銭であった。運賃については、開業当時片道3銭、往復6銭であったのが値上げされている。
なお、同区間を走る乗合バスは所要時間5分、片道8銭であった。
（1930年4月1日時点・この項で特記の無い部分すべてによる）

## 歴史
- 1912年（大正元年）10月7日 - 特許
- 1913年（大正2年）5月20日 - 会社設立
- 1914年（大正3年）11月1日 - 着工[4]
- 1915年（大正4年）11月22日 - 開業[11]
- 1925年（大正14年） - ガソリン機関車を導入[11]
- 1925年（大正14年）2月24日 - 笠間稲荷軌道に改称届出
- 1927年（昭和2年） - ガソリン動車を導入
- 1929年（昭和4年）7月16日 - 笠間稲荷運輸に改称
- 1930年（昭和5年）11月17日 - 営業廃止[12]

## 輸送実績
| 年度               | 輸送人員（人） |
| ------------------ | -------------- |
| 1915年（大正4年）  | 6,773          |
| 1916年（大正5年）  | 97,058         |
| 1917年（大正6年）  | 126,621        |
| 1918年（大正7年）  | 134,292        |
| 1919年（大正8年）  | 170,841        |
| 1920年（大正9年）  | 145,319        |
| 1921年（大正10年） | 154,455        |
| 1922年（大正11年） | 167,118        |
| 1923年（大正12年） | 159,838        |
| 1924年（大正13年） | 155,179        |
| 1925年（大正14年） | 144,664        |
| 1926年（昭和元年） | 109,170        |
| 1927年（昭和2年）  | 85,652         |
| 1928年（昭和3年）  | 99,962         |
| 1929年（昭和4年）  | 94,226         |
| 1930年（昭和5年）  | 66,159         |

以上、『鉄道院鉄道統計資料』に依る。利用客は笠間稲荷神社の参拝客が中心であった。

## 駅一覧
| 駅名               | 累計キロ | 接続路線             | 開業日                    | 廃止日                    |
| ------------------ | -------- | -------------------- | ------------------------- | ------------------------- |
| 笠間駅前（下市毛） | 0.0      | 日本国有鉄道：水戸線 | 1915年（大正4年）11月22日 | 1930年（昭和5年）11月17日 |
| 稲荷神社前（笠間） | 1.4      |                      | 1915年（大正4年）11月22日 | 1930年（昭和5年）11月17日 |

## 車両
開業当初は、帝釈人車鉄道（現・京成金町線）から売却された人車を使用していた。1両あたりの乗客数は8名。当初は30両の車両を保有していたが、次第に数を減らしていき、1922年（大正11年）には26両、1923年（大正12年）には10両となっている。なお、一部の車両は松山人車軌道で再利用されたという説があるが、笠間人車軌道で使用された車両と松山人車軌道で使用された車両では、窓の数などの車体構造が一致しない。車両の大きさは、全長約2.35m、高さ2m、幅1.5m、重量300kgであった。
1925年には、コッペル製のモンタニア機関車2両が導入された。この時、同時に客車4両（総定員88名）も導入されている。
1927年には、「丸山式自動客車」と呼ばれた丸山車輛製の木造単端式ガソリン動車が2両導入された。フォードT型20馬力エンジンを搭載する点は丸山の基本仕様通りであったが、特注で、通常1700mm-1800mm程度はあった丸山標準車より幅員を狭め、最大幅がわずか1524mm（最大実幅1448mm）しかないのが特徴であった。沿道の家との接触を避けるために採られた苦肉の策であったとされている。車内の実幅は実に1257mmで、日本で旅客営業に用いられた鉄軌道車両でも記録的な狭さであった。全長は4496mm、全高は2877mm、軸間距離は1524mm、重量2.01tであった。定員は座席9名を含めても14名に過ぎなかった。ガソリン動車導入後も客車4両は残された。これについては、多客時の増結用に残されたとみられている。